# Пиратинська сільська рада
| Пиратинська сільська рада — колишній орган місцевого самоврядування у Радехівському районі Львівської області з адміністративним центром у с. Пиратин. Історична дата утворення: в 1992 році. Водоймища на території, підпорядкованій даній раді: річка Судилівка. Сільській раді підпорядковані населені пункти: - с. Пиратин |

## Склад ради
Рада складається з 14 депутатів та голови.

### Керівний склад ради
| ПІБ                      | Основні відомості                                                               | Дата обрання | Дата звільнення |
| ------------------------ | ------------------------------------------------------------------------------- | ------------ | --------------- |
| Козира Андрій Романович  | Сільський голова, 1970 року народження, освіта                                  | 26.03.2006   | 01.05.2007      |
| Волощук Михайло Іванович | Сільський голова, 1959 року народження, освіта, безпартійний                    | 09.09.2007   | 31.10.2010      |
| Козира Світлана Павлівна | Сільський голова, 1966 року народження, освіта незакінчена вища, позапартійна   | 31.10.2010   | 11.03.2013      |
| Гоєв Ігор Вікторович     | Сільський голова, 1972 року народження, освіта середня спеціальна, безпартійний | 15.12.2013   |                 |

Примітка: таблиця складена за даними джерела